# John Whitehead
John Whitehead (30. června 1860 Anglie – 2. června 1899 Chaj-nan, Čína) byl anglický přírodovědec a badatel. Proslul předevšími svými profesionálními sbírkami ptačích vycpanin.
Whitehead zkoumal především přírodu jihovýchodní Asie, včetně ostrovů Jáva, Borneo nebo ostrova Palawan u Filipín. Jeho výprava jako první v historii vystoupala roku 1888 na bornejský nejvyšší vrchol Kinabalu. Roku 1899 cestoval na ostrov Chaj-nan v Číně, kde objevil několik nových druhů zvířat. Ve stejném roce však na ostrově zemřel v horách na horečku a je pochován na hřbitově v Chaj-kchou s vyhlídkou na moře. Vzorky asi 250 kůží zvířat z výpravy však byly poslány zpět do Anglie.
Mnoho druhů, které na svých cestách Whitehead našel, bylo také pojmenováno po něm (např. krysa Whiteheadova (Maxomys whiteheadi), trogon šedoprsý (Harpactes whiteheadi) nebo brhlík korsický (Sitta whiteheadi) a mnoho dalších.